# TVA (Kanada)
TVA ist eine private, französischsprachige Sendeanstalt in Québec, Kanada. Regionale Ausgaben gibt es nur für Québec, obwohl die regionalen Ausgaben von Rivière-du-Loup und Carleton-sur-Mer mit Hilfe von Sendemasten auch in New Brunswick übertragen werden. Seit 1998 ist es über Kabelfernsehen in ganz Kanada empfangbar. Es wird oft als französischsprachiges Äquivalent zu CTV gesehen. Obwohl das Logo von TVA dem von CTV ähnelt, bestehen und bestanden nie Beziehungen zwischen den beiden Sendeanstalten. Die Sendeanstalt gehört der Groupe TVA Inc. an, die wiederum zur Quebecor Média Gruppe gehört.

## Slogan
- Aktuell: "C'est vrai" (Das ist wahr)
- Ehemalig: "Le sens de la télé" (Die Bedeutung des Fernsehens)

"Le Réseau d'Ici" (Das Netzwerk von hier)

## Sendestationen

### TVA Besitz
- CFTM – Montreal, Québec
- CFCM – Québec City, Québec
- CHLT – Sherbrooke, Québec
- CFER – Rimouski, Québec
- CJPM – Saguenay, Québec
- CHEM – Trois-Rivières, Québec

### Weitere regionale Ausgaben
- CFEM – Rouyn-Noranda, Québec
- CHAU – Carleton, Québec
- CIMT – Rivière-du-Loup, Québec
- CHOT – Gatineau, Québec/Ottawa, Ontario

### Unabhängige Sendestationen
- CKXT – Toronto, Ontario. Dieser Sender gehört zu TVA und Sun Media (beide gehören zur Quebecor Média Gruppe, aber diese Station sendet auf Englisch und wird auf Grund der Unabhängigkeit unter dem Namen SUN TV geführt, ist somit keine regionale Ausgabe von TVA).